# Louerre
Louerre ist eine Ortschaft une eine Commune déléguée in der französischen Gemeinde Tuffalun mit 461 Einwohnern (Stand: 1. Januar 2022) im Département Maine-et-Loire in der Region Pays de la Loire. Die Einwohner werden Loriens genannt.
Mit Wirkung vom 1. Januar 2016 wurden die Gemeinden Ambillou-Château, Louerre und Noyant-la-Plaine zu einer Commune nouvelle mit dem Namen Tuffalun zusammengelegt. Die Gemeinde Louerre gehörte zum Arrondissement Saumur und zum Kanton Doué-la-Fontaine.

## Geographie
Der Ort Louerre liegt etwa 33 Kilometer südöstlich von Angers am Fluss Aubance. 

## Bevölkerungsentwicklung
| Jahr                       | 1962 | 1968 | 1975 | 1982 | 1990 | 1999 | 2006 | 2013 |
| Einwohner                  | 421  | 402  | 354  | 370  | 373  | 372  | 382  | 485  |
| Quellen: Cassini und INSEE |      |      |      |      |      |      |      |      |

## Sehenswürdigkeiten
- Kirche Saint-Maurice
- Turm Beauregard
- Herrenhaus von Vau aus dem 16. Jahrhundert
- Herrenhaus von Le Bois Noblet aus dem 16. Jahrhundert
- Herrenhaus von La Félonière aus dem 17. Jahrhundert

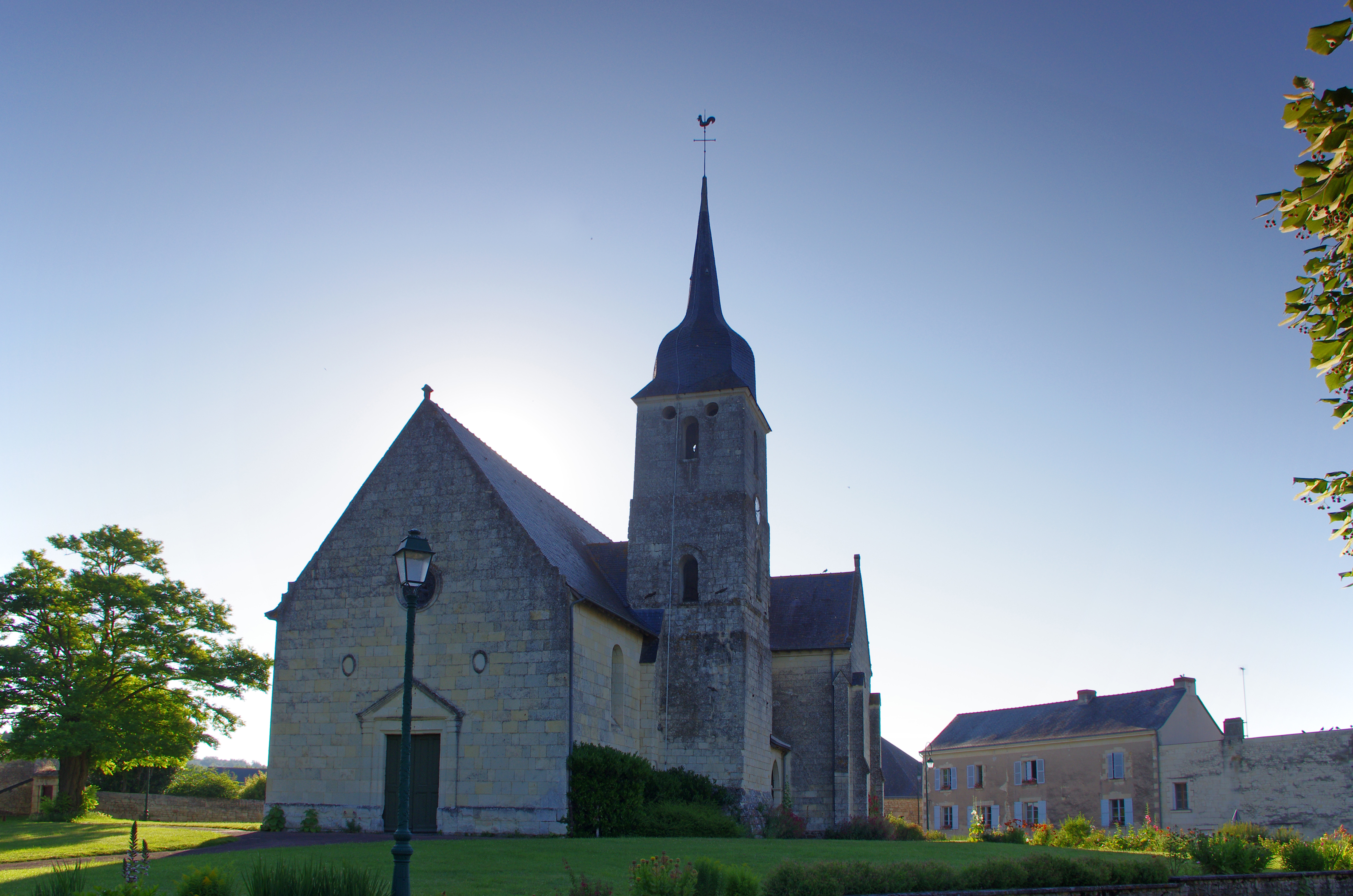
Kirche Saint-Maurice
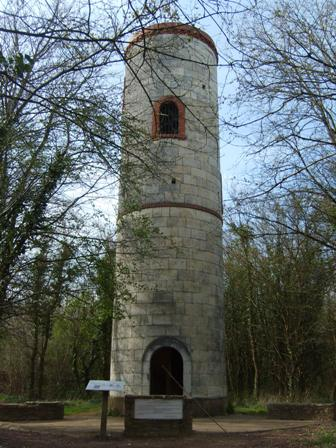
Turm Beauregard
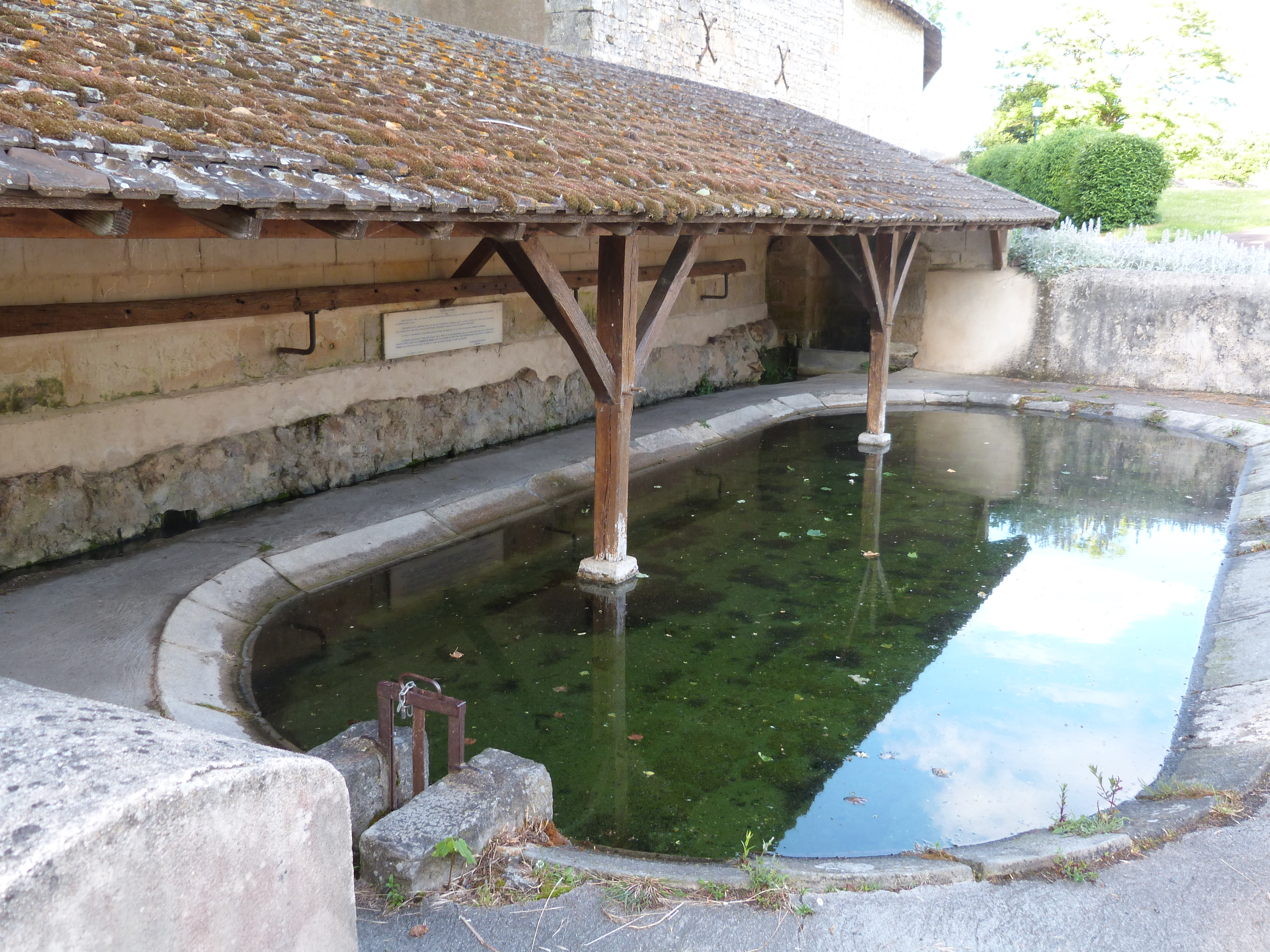
Lavoir

## Weinbau
Der Ort gehört zum Weinbaugebiet Anjou.

## Persönlichkeiten
- Eugène Bonnemère (1813–1893), Schriftsteller und Historiker